# ماتياس غراندي
ماتياس غراندي (بالإسبانية: Matías Grandi)‏ هو لاعب كرة قدم أرجنتيني في مركز الهجوم، ولد في 24 نوفمبر 1998 في الأرجنتين. لعب مع نادي ألميرانته براون.

## وصلات خارجية
- ماتياس غراندي على موقع Soccerway.com (الإنجليزية)